# Zygmunt Kalinowski
Zygmunt Kalinowski (Laski, Polonia, 2 de mayo de 1949) es un exjugador y exentrenador de fútbol polaco. En su etapa como jugador profesional se desempeñaba como guardameta.

## Selección nacional
Fue internacional con la selección polaca en 4 ocasiones. Formó parte de la selección que obtuvo el tercer lugar en la Copa del Mundo de 1974, pese a no haber jugado ningún partido durante el torneo.

### Participaciones en Copas del Mundo
| Mundial                        | Sede             | Resultado    | Partidos | Goles |
| ------------------------------ | ---------------- | ------------ | -------- | ----- |
| Copa Mundial de Fútbol de 1974 | Alemania Federal | Tercer lugar | 0        | 0     |

## Equipos

### Como jugador
| Equipo             | País      | Año       |
| ------------------ | --------- | --------- |
| Legia de Varsovia  | Polonia   | 1968-1970 |
| Śląsk Wrocław      | Polonia   | 1971-1979 |
| Motor Lublin       | Polonia   | 1979-1981 |
| Polonia Sydney     | Australia | 1981-1982 |
| Motor Lublin       | Polonia   | 1982-1986 |
| Stal Kraśnik       | Polonia   | 1987-1988 |
| North York Rockets | Canadá    | 1988      |

### Como entrenador
| Equipo                                          | País    | Año       |
| ----------------------------------------------- | ------- | --------- |
| Selección nacional (entrenador de porteros)     | Polonia | 1996-1997 |
| Wisła Cracovia (entrenador de porteros)         | Polonia | ¿-?       |
| Górnik Łęczna (entrenador de porteros)          | Polonia | ¿-?       |
| Lublinianka Lublin (entrenador de porteros)     | Polonia | ¿-?       |
| Motor Lublin (entrenador de porteros)           | Polonia | ¿-?       |
| Motor II Lublin                                 | Polonia | 2007      |
| Motor Lublin (entrenador de porteros)           | Polonia | ¿-?       |
| Chełmianka Chełm (entrenador de porteros)       | Polonia | 2011-2012 |
| Orlęta Radzyń Podlaski (entrenador de porteros) | Polonia | 2012      |
| Motor Lublin (entrenador de porteros)           | Polonia | ¿-?       |
| Hetman Żółkiewka (entrenador de porteros)       | Polonia | ¿-?       |

## Palmarés

### Campeonatos nacionales
| Título          | Equipo            | País    | Año  |
| --------------- | ----------------- | ------- | ---- |
| Ekstraklasa     | Legia de Varsovia | Polonia | 1969 |
| Ekstraklasa     | Legia de Varsovia | Polonia | 1970 |
| Copa de Polonia | Śląsk Wrocław     | Polonia | 1976 |
| Ekstraklasa     | Śląsk Wrocław     | Polonia | 1977 |